# Ратушинская, Ирина Борисовна
Ири́на Бори́совна Ратуши́нская (4 марта 1954 года, Одесса, Украинская ССР, СССР — 5 июля 2017 года, Москва, Россия) — русская поэтесса и писательница, диссидент.

## Биография
Родилась 4 марта 1954 года в Одессе. Отец — инженер, мать — учительница русского языка. Окончила физический факультет Одесского университета. В 1979 году переехала к мужу в Киев. Первая публикация — в журнале «Грани» (1982).
17 сентября 1982 года арестована, 3 марта 1983 года осуждена по статье 62 УК УССР («антисоветская агитация и пропаганда»), приговорена к 7 годам лишения свободы и 5 годам ссылки. Срок отбывала вместе с Татьяной Великановой.
Годы, проведённые в женской колонии строгого режима для «особо опасных государственных преступников» в Мордовии, описаны в автобиографической книге «Серый — цвет надежды». Заочно принята в международный ПЕН-клуб.
4 октября 1986 года в соответствии с указом Президиума Верховного Совета СССР была досрочно освобождена от дальнейшего отбытия наказания (благодаря заступничеству Рейгана, Тэтчер, Миттерана, общественных организаций Запада).
Была замужем за Игорем Геращенко.
По данным из выписки из протокола № 65 заседания политбюро ЦК КПСС от 11 мая 1987 г. , на пресс-конференции в Лондоне в декабре 1986 года Ратушинская и Геращенко объявили, что не намерены возвращаться в СССР «до тех пор, пока советские власти нарушают права человека». Настойчиво призывали западные страны к созданию «международного трибунала для оказания давления на Советский Союз и другие страны социалистического содружества в области прав человека». 14 мая 1987 г. вместе с мужем были лишены советского гражданства (возвращено 15 августа 1990 г.).
Преподавала в университете Чикаго.
По утверждению Ратушинской, она была «принципиально не согласна работать против России», так и против других стран через Хельсинкские группы, что и послужило причиной её конфликта с американскими элитами, например, с издателем Бобом Бернштейн, президентом Random House.
В 1996 году ей было предоставлено российское гражданство. С 1998 года проживала в Москве. Написала сценарии для ряда сериалов, в том числе «Приключения Мухтара», «Таксистка», «Аэропорт», «Присяжный поверенный», «Моя прекрасная няня».
Двое сыновей. У мужа и сыновей по два гражданства: Великобритании и России.
Скончалась 5 июля 2017 года у себя дома, на руках у своего мужа. По свидетельству писательницы Елены Чудиновой, в течение двух лет Ратушинская «мужественно сражалась с тяжёлой болезнью». Друзья семьи уточняют, что она умерла от рака. Отпевание писательницы прошло в церкви святой Троицы на Шаболовке. Похоронена на Климовском городском кладбище.

## Сочинения
- Стихи, Ann Arbor, 1984
- Вне лимита, Frankfurt/M., Посев, 1985
- Я доживу, New York, 1986
- Сказка о трёх головах, Tenafly, N.J., 1986
- Стихи, London, 1986
- «Серый — цвет надежды», London, OPI,1989; Харьков, 1994
- Стихи, Одесса — ВПТО Киноцентр, 1993. — 262 с.
- «Одесситы» роман, М., Вагриус, 1996; АСТ, 2001
- «Наследники минного поля» роман. М., АСТ, 2001
- «Тень портрета» роман. М., Гудьял-пресс, 2000
- «Стихотворения» сборник стихов, БастианBooks, Москва, 2012